# Rajko Rep
Rajko Rep (Rogatec, 20 de junio de 1990) es un futbolista esloveno que juega de centrocampista en el SV Oberwart de la Austrian Regional League.

## Selección nacional
Rep fue internacional sub-17, sub-18, sub-19, sub-20 y sub-21, antes de convertirse en internacional con la selección de fútbol de Eslovenia el 19 de noviembre de 2019 en un partido de Clasificación para la Eurocopa 2020 frente a la selección de fútbol de Polonia.
El 3 de septiembre de 2020 volvió a jugar con la selección absoluta, en el primer partido para Eslovenia de la Liga de las Naciones de la UEFA 2020-21, frente a la selección de fútbol de Grecia.

## Clubes
| Club                         | País      | Año       |
| ---------------------------- | --------- | --------- |
| NK Celje                     | Eslovenia | 2008-2010 |
| NK Šentjur (cedido)          | Eslovenia | 2010      |
| NK Maribor                   | Eslovenia | 2010-2013 |
| ND Mura 05 (cedido)          | Eslovenia | 2011-2012 |
| ND Mura 05 (cedido)          | Eslovenia | 2013      |
| Austria Klagenfurt           | Austria   | 2014-2016 |
| LASK Linz                    | Austria   | 2016-2018 |
| TSV Hartberg                 | Austria   | 2018-2021 |
| Sepsi Sfântu Gheorghe        | Rumania   | 2021      |
| SK Austria Klagenfurt        | Austria   | 2022      |
| Bruk-Bet Termalica Nieciecza | Polonia   | 2022-2024 |
| SV Oberwart                  | Austria   | 2024-     |